# Сентер Хил (Флорида)
Сентер Хил (енгл. Center Hill) град је у америчкој савезној држави Флорида. По попису становништва из 2010. у њему је живело 988 становника.

## Демографија
Према попису становништва из 2010. у граду је живело 988 становника, што је 78 (8,6%) становника више него 2000. године.
| Група             | 2000.       | 2010.       |
| Белци             | 559 (61,4%) | 511 (51,7%) |
| Афроамериканци    | 61 (6,7%)   | 88 (8,9%)   |
| Азијати           | 5 (0,5%)    | 5 (0,5%)    |
| Хиспаноамериканци | 263 (28,9%) | 365 (36,9%) |
| Укупно            | 910         | 988         |